# Collet de la Cova de Sant Miquel
El Collet de la Cova de Sant Miquel és un coll a 703,8 m. del terme municipal de Sant Esteve de la Sarga, (Pallars Jussà), amb una cova natural, inclosa a l'Inventari del Patrimoni Arqueològic i Paleontològic de Catalunya.
És al sud del poble de Moror, en un contrafort del Montsec d'Ares, per on passa el camí rural de Moror a Cellers. En els entorns del collet hi ha les restes dels antics Corrals dels Pausos. És al sud-est del Molí de Carrió i al nord-est de la Cova de la Tia.

## Cova de Sant Miquel
Es a la vessant sud, mig amagada la seva boca per una figuera bastant visible.
La cova és substituïda per una galeria molt inclinada cap a l'interior, d'aproximadament 50 m de longitud, des de la qual es pot accedir a gateres i escletxes laterals de diverses mides. Per totes aquestes galeries és evident l'acció activa del karts.